# Katarina I av Ryssland
Katarina I av Ryssland (ryska: Екатерина I, transkriberat Jekaterina I), född 15 april 1684, död 17 maj 1727, var sin make Peter I:s medregent från 1724 till hans död följande år, och blev sedan ensam regent, den första kvinnan på den ryska tronen.

## Biografi

### Tidigt liv
Katarina föddes som Marta Elena Skowronska och var dotter till en livländare, Samuelis Skavronskis. Berättelsen att hon varit dotter till den i Västergötland bosatte svenske kvartermästaren Rabe saknar all grund. 
Katarina kom tidigt i främmande personers vård och blev 1702 gift i Marienburg (i Livland) med en svensk soldat, dåvarande ryttaren vid livländska adelsfanan Johan Kruse (eller Cruhs). Strax efter bröllopet togs Marienburg genom kapitulation. Katarina bortfördes som segrarens byte och kom, efter att ha passerat ett par mellanhänder, till furst Mensjikov. 
När Kruse 1708 (då "förare") ville ingå nytt äktenskap, med en änka Sofia Richter, meddelade han inför konsistoriet i Pärnu i nuvarande Estland, enligt dess ännu i behåll varande protokoll, att Katarina var köpmansdotter från Polen (antagligen Litauen eller polska Livland), och en major von Heinen berättade i en till konsistoriet insänd skrift, att han efter Dorpts (Dorpats, nuvarande Tartus) kapitulation 1704 sett Katarina i Narva, att hon då varit hos "Menschenkopf" (Mensjikov) och med denne haft två barn samt att hon inte ville återknyta förbindelsen med sin förste man, "emedan hon nu hade det så bra som en prinsessa". 1710 var Kruse sergeant vid överste Karl Nieroths regemente, och det är antagligt, att han med detta regemente vid Revals (Tallinn) kapitulation (28 september 1710) råkade i rysk fångenskap. Hans senare öden är inte kända.

### Mätress
Hos Mensjikov fick tsar Peter den store se Katarina. Fängslad av hennes skönhet och vinnande sätt, tog Peter henne till älskarinna, och hon förstod att med klok beräkning göra sig oumbärlig. Hon övergick 1703 till rysk-ortodoxa kyrkan och fick därvid namnet Katarina Aleksejevna (namnet Aleksejevna fick hon efter tronföljaren Aleksej, som var hennes dopfadder). 1707 blev hon hemligt förmäld med Peter och födde (förutom några i späd ålder avlidna barn) 1708 dottern Anna (sedermera förmäld med den i Sveriges historia bekante Karl Fredrik av Holstein-Gottorp) och 1709 dottern Elisabet (sedermera rysk tsarinna).
Hennes tid som Peters älskarinna är fragmentariskt känd. Hon var inte hans officiella mätress och saknade fast bostad, men följde honom genom krigsfälten i Polen, Baltikum och Litauen. Hon åtföljdes då av ett eget litet hushåll bestående av Mensjikovs maka Daria Arseneva och hennes syster Varvara och deras förkläde Anisia Tolstaja. 1708 stiftade Peter ett testamente där han stipulerade att "Katarina Vasiljevskaja" och hans döttrar med henne skulle tas om hand vid händelse av hans död. 1710 var hon fortfarande okänd då den danske ambassadören räknade upp medlemmarna i Peters familj och omgivning.   

### Kejsarinna
Den 6 mars 1711 offentliggjorde Peter sitt giftermål med Katarina strax före avfärden till det turkiska kriget. Katarina räddade genom sin rådighet den ryska hären från fullkomlig undergång, när den av turkarna blivit omringad vid Prut. Hon deltog nämligen i förhandlingarna mellan ryske befälhavaren och storvesiren, vilken med mutor förmåddes sluta fred. I juni 1711 undgick hon och Peter knappt att tillfångatas sedan hon gett sina juveler i utbyte. Peter visade sin tacksamhet genom att offentliggöra sitt giftermål med henne. Den 12 februari 1712 gifte sig paret offentligt och höll sin bröllopsfest i Vinterpalatset. År 1714 instiftades Katarinaorden till hennes ära, 1718 blev hon förklarad tsaritsa och 7 maj 1724 krönt i Moskva. I november 1724 avrättades Wilhelm Mons för mutbrott, men det ryktades allmänt att han hade varit hennes älskare. Hennes styvson Alexej ogillade henne, protesterade mot äktenskapet 1712 och vägrade låta henne stå som gudmor till hans dotter 1714.  
Peter, som genom sina radikala reformprogram hade förändrat Ryssland till ett västerländskt land, gav Katarina uppdraget att skapa en ny roll för den ryska kejsarinnan. År 1711 försåg han henne med ett komplett västerländskt hov med tjänster enligt tyskt mönster, vilket bekräftades av rangtavlan från 1722, komplett med överhovmästarinnan  Materna Balk samt kammarfröknar, pager, afrikanska slavpojkar och en kvinnlig hovnarr, furstinnan Anastasia Petrovna Golitsyna. Medan Peter vid sitt eget hov föredrog att bryta mot så många etikettsregler som möjligt, var det Katarinas uppgift att kunna ställa upp med ett representativt och välfungerande hov när han ville ta emot diplomater och utländska besökare på ett ståndsmässigt sätt. Katarina deltog i de traditionella uppgifter som hörde till drottningrollen, som att närvara vid religiösa högtider, bröllop, dop och begravningar inom familjekretsen och hovets medlemmar samt arrangera äktenskap för sina hovdamer, men i det sistnämnda fallet uppmuntrade hon i själva verket hovdamerna att själva välja makar med hänvisning till att de visste bäst vem de själva ville ha och inte borde låta andra bestämma.  
Reformfientliga ryssar ogillade Katarina och betraktade äktenskapet som ogiltigt på grund av ryktet att Peters son Alexej skulle ha fungerat som hennes gudfar vid hennes ortodoxa dop, något som gjorde henne till Peters sondotter i kyrkans ögon. Samtiden berömde och förlitade sig på det lugnande inflytande hon sades ha över Peter, och hon förhindrade vid åtskilliga tillfällen avrättningar och tortyr genom att vädja till honom för andras räkning. 
Efter Peters död, 1725, blev den av honom till hans efterträdare bestämda Katarina med Mensjikovs hjälp utropad till monark. Som sådan har hon fått ett dåligt eftermäle. Mensjikov, med vilken Katarina åter trädde i ett intimt förhållande, var Rysslands verklige monark samt regerade despotiskt och utan duglighet. Den ynnest Katarina slösade på sin måg och det holsteinska partiet var förhatlig för ryssarna. Hovet var en skådeplats för intriger och utsvävningar. År 1726 kallade hon sina släktingar till hovet, och gjorde sina bröder Karl och Fredrik Skavronskij till grevar.